# Abington School District v. Schempp
Pour les articles homonymes, voir Abington.
Abington School District v. Schempp est le terme employé pour désigner une décision de justice de la Cour suprême des États-Unis d'Amérique rendue en 1963 qui, par 8 voix contre 1, donne raison au plaignant, Edward Schempp, le père et responsable légal d'Ellery Schempp.

## Contentieux
Le 26 novembre 1956, Schempp commence à contester et proteste contre l'obligation que son école impose aux élèves : lire 10 passages de la Bible et faire la Prière du Seigneur (prière chrétienne d'origine juive) chaque jour à l'heure consacrée à la vie de classe avec le professeur principal. Ce jour-là, il a apporté une copie du Coran pour lire à la place de la Bible ; pour cela, il a été envoyé au bureau du proviseur. Sa famille lui donne son soutien et avec l'aide de son père, Edward Schempp, et de l’association American Civil Liberties Union, ils ont poursuivi en justice le lycée et le rectorat d'Abington pour leur politique consistant à imposer aux élèves la lecture obligatoire de la Bible.
Pendant plusieurs années, Schempp, et plus tard, ses plus jeunes frère et sœur Roger et Donna, ont continué à défendre le principe de laïcité dans les écoles publique devant les tribunaux.

## Jurisprudence établie
Ce procès mettait en cause la légitimité de la prière obligatoire et la lecture de la Bible dans les écoles publiques des États-Unis. Le rabbin et historien Salomon Grayzel témoigna comme expert dans cette affaire Schempp, arguant que la lecture du Nouveau Testament, dont certaines parties sont contraires à la tradition juive et peuvent donner une image défavorable des Juifs, sans commentaire ou contextualisation, pouvait entraîner des préjudices psychologiques pour les enfants juifs.
La Cour suprême lui donne raison en 1963, cinq ans après qu'Ellery Schemp eut obtenu son Baccalauréat universitaire. Le précédent de cette décision a fait jurisprudence : l'école publique n'a pas le droit de parrainer des exercices religieux, ni de faire pression sur les élèves à participer à aucune manifestation ou cérémonie religieuse. Ce cas sert de base pour d'autres procès dans d'autres états du pays pour faire valoir la séparation Église-État en interdisant la religion dans les écoles publiques.
La décision de justice de 1963, qui s'applique à l'échelon national, rend inconstitutionnel le financement par les écoles de lectures de la Bible dans les écoles publiques américaines.